# Tarja Turunen
Tarja Turunen (født 17. august 1977) er en finsk sangerinde, der var med til at starte gruppen Nightwish.
I starten spillede hun klaver, og senere begyndte hun at spille på fløjte. Hun har også spillet en del på trommer. Senere startede hun på en musikskole i Savonlinna, hvor hun også begyndte at studere klassisk sang, og bestemte sig for at blive operasangerinde. Tidligere sang hun rytmisk, og det var specielt sange af Whitney Houston, hun var glad for.[kilde mangler]
For tiden (2007) bor hun i både Helsinki og Argentina sammen med sin mand Marcelo Cabuli, som også er hendes manager og i øvrigt også var manager for hendes band fra 2003 og til hendes fyring.[kilde mangler]

## Diskografi

### Gæsteoptræden og sideprojekter
- Savonlinnan Taidelukion, Romeo ja Julia (1995)
- Uotinen & Waltari, Evankeliumi (1999)
- Beto Vazquez Infinity, Battle of Valmourt (2001)
- Beto Vazquez, Infinity (2001)
- Beto Vazquez Infinity (2001)
- Anssi Tikanmäen Yhtye, Perinteinen POP -Levy (2001)
- Beto Vazquez Infinity, Wizard (2002)
- Martin Kesici with Tarja, Leaving You For Me (2004)
- Noche Escandinava II (2005)
- Noche Escandinava II (2005)
- Schiller: Tag und Nacht (2005)
- Scorpions: The Good Die Young fra albummet Sting in the Tail (2010)

### Solo
- Yhden Enkelin Unelma (2004)
- Yhden Enkelin Unelma (2004)
- One Angel´s Dream (2004)
- Henkäys ikuisuudesta (2006)
- My Winterstorm (2007)
- What Lies Beneath (2010)